# Congiopodus
Congiopodus es un género de peces.

## Especies
- Congiopodus coriaceus Paulin & Moreland, 1979
- Congiopodus kieneri (Sauvage, 1878)
- Congiopodus leucopaecilus (J. Richardson, 1846)
- Congiopodus peruvianus (G. Cuvier, 1829)
- Congiopodus spinifer (A. Smith, 1839)
- Congiopodus torvus (Gronow, 1772)